# Śródmiejska Dzielnica Mieszkaniowa ve Štětíně
Śródmiejska Dzielnica Mieszkaniowa ve Štětíně (česky Centrální obytná čtvrť) je první sídliště postavené po druhé světové válce v polském Štětíně. Sídliště se nachází v městské části Śródmieście, na městským sídlišti Centrum. Budovy byly postaveny podle návrhů architektů Henryka Nardy, W. Adamczyka a Emanuela Maciejewskieho. Śródmiejska Dzielnica Mieszkaniowa je příkladem realizace myšlenky architektury socialistického realismu.

## Historie

### První fáze výstavby
Návrh prvních budov, které mají být postaveny jako součást sídliště, byl vytvořen v letech 1952–1954. Předpokládalo se, že na volných pozemcích v aleji Jedności Narodowej (dnes alej Papieża Jana Pawła II), náměstí Lotników, ulici Jagiellońske a ulici Mazurske budou postaveny tři pětipodlažní obytné budovy v stylu socialistického realismu. Nově postavené bloky byly charakterizovány bosáži, římsami a ozdobnými štíty. Přízemí a první patro dostali světle žlutou barvu, zatímco fasáda horních podlaží byla pokryta hnědou omítkou. Práce na dokončení výše popsaných tří budov byly dokončeny v roce 1958.

### Druhá fáze výstavby
Další budovy byly postaveny v letech 1956–1957 v ulicích Mazowiecka, Mazurska a Mariana Buczka (dnes Piłsudskieho). Ve srovnání s prvními budovami byly fasády bloků výrazně zjednodušeny vzdáním se říms, bosáži, ozdobných štítů a průjezdních bran.

### Budova C-3
V letech 1958–1959 byla na místě zničených nájemních domů v ulici Jaromira (dnes alej Wyzwolenia) postavena budova C-3. Tato budova, postavená podle návrhu architekta Henryka Nardy, se svým vzhledem výrazně lišila od dosud postavených budov. Pětipodlažní budova je vybavena širokými, třídílnými okny a balkony. Byty dostaly za tu dobu vysoký standard zařízení (dubové parkety, terakota, vnitřní parapety ze skla, vestavěné skříně, ústřední topení, kuchyňský nábytek).

## Galerie

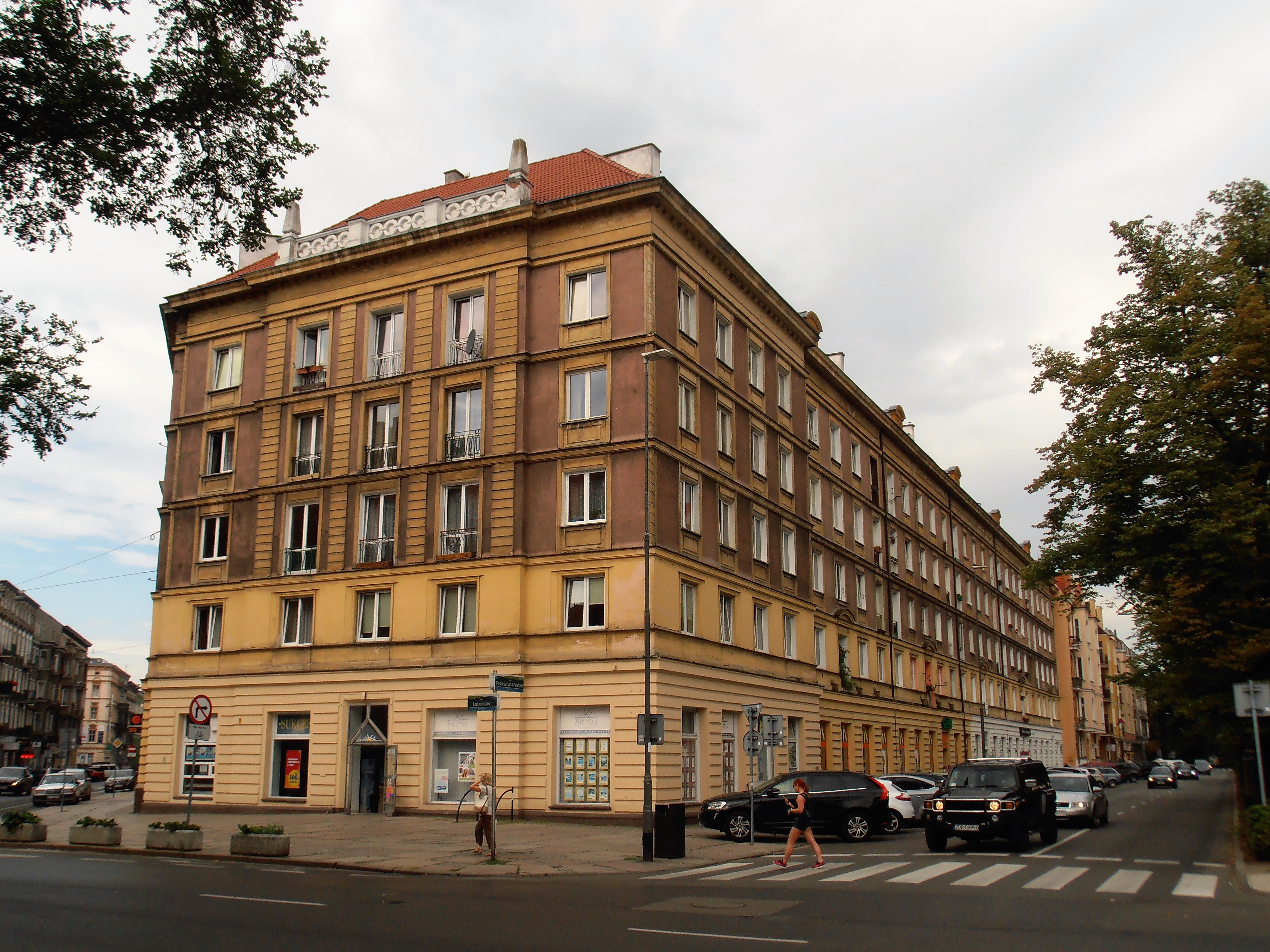
Budova ŚDM na rohu aleje Jana Pawła II a ulice Jagiellońské
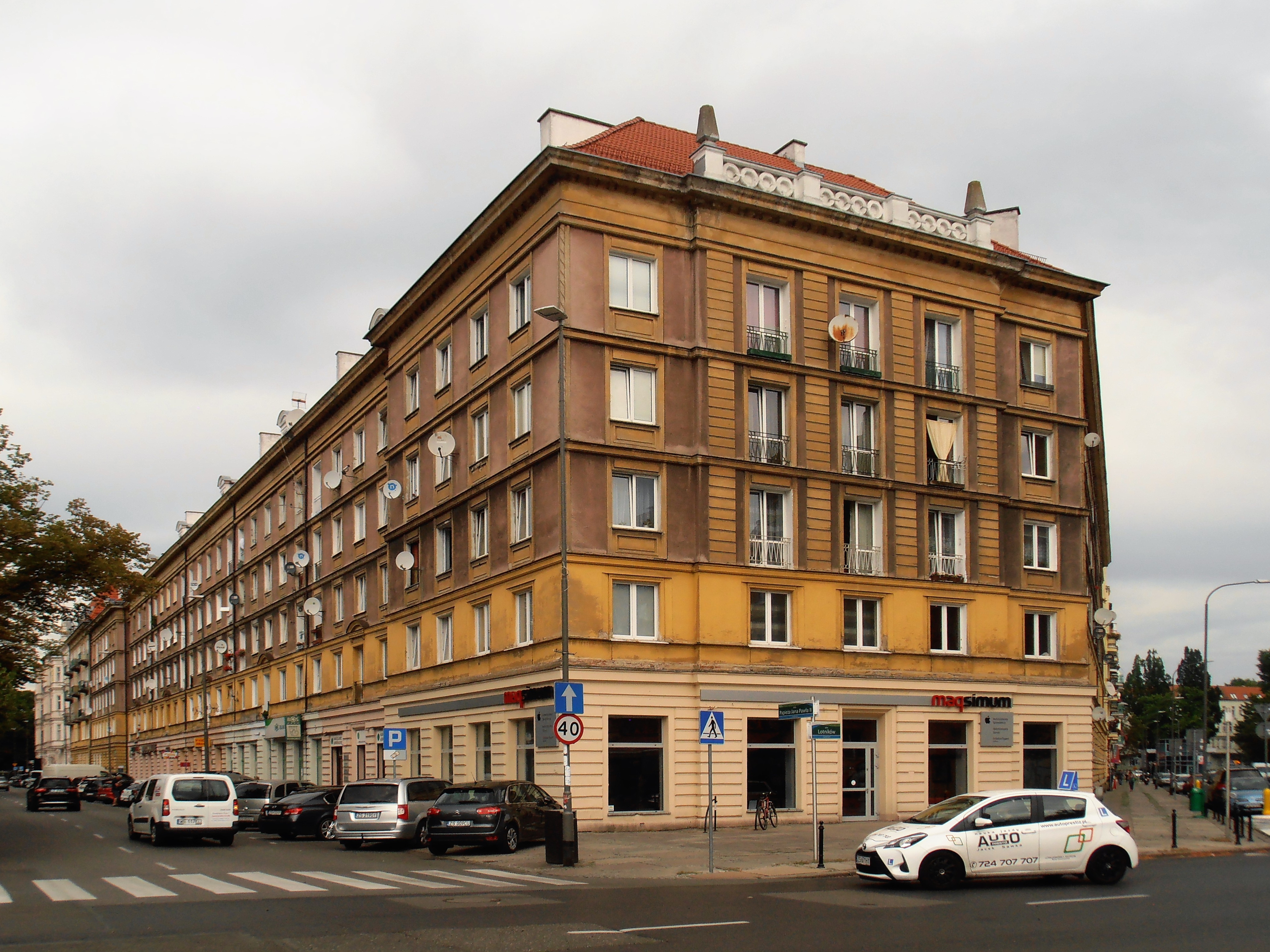
Budova ŚDM na rohu aleje Jana Pawła II a ulice Mazurské
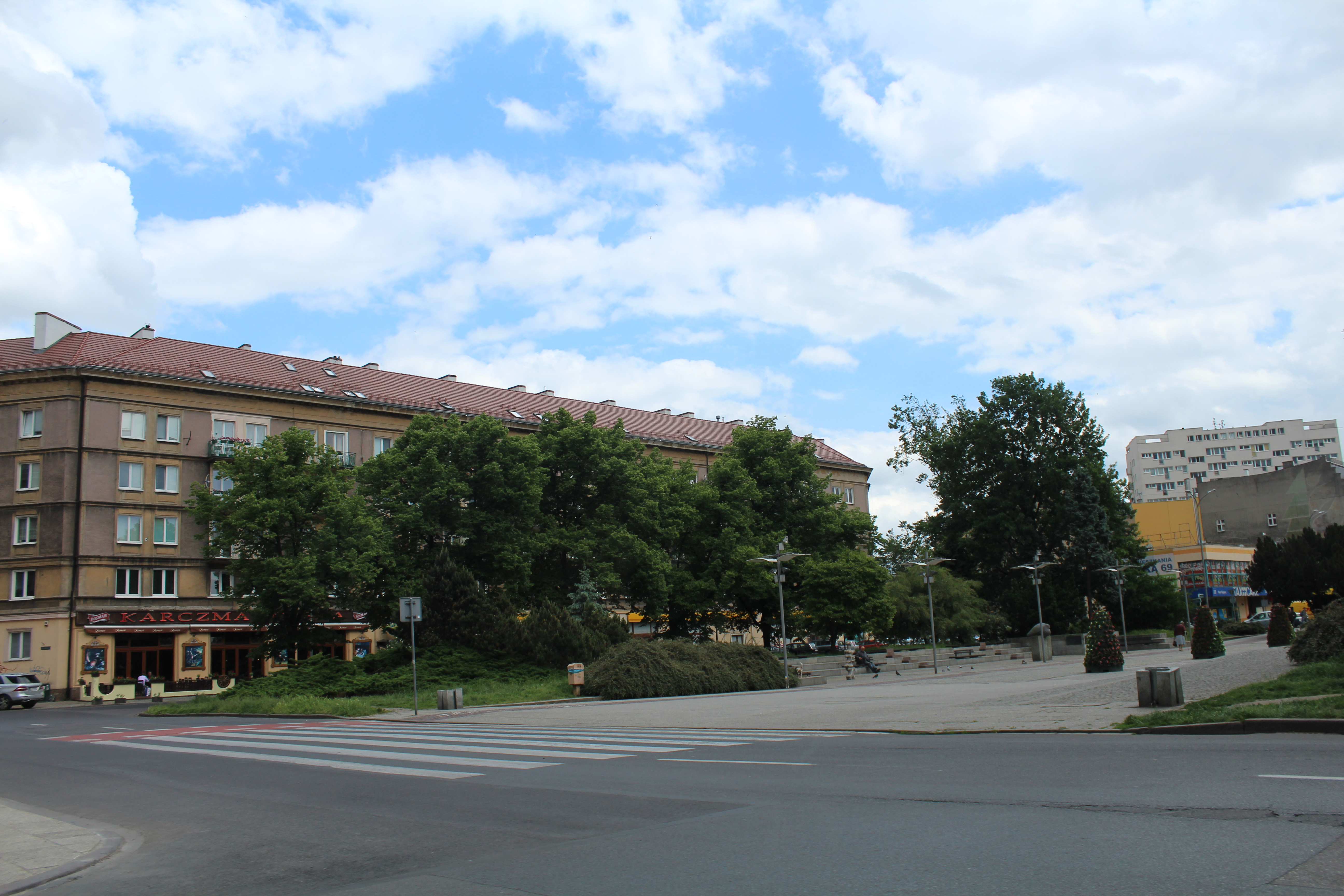
Budova ŚDM na náměstí Lotników, roh ulice Mazurské a ulice Małopolské
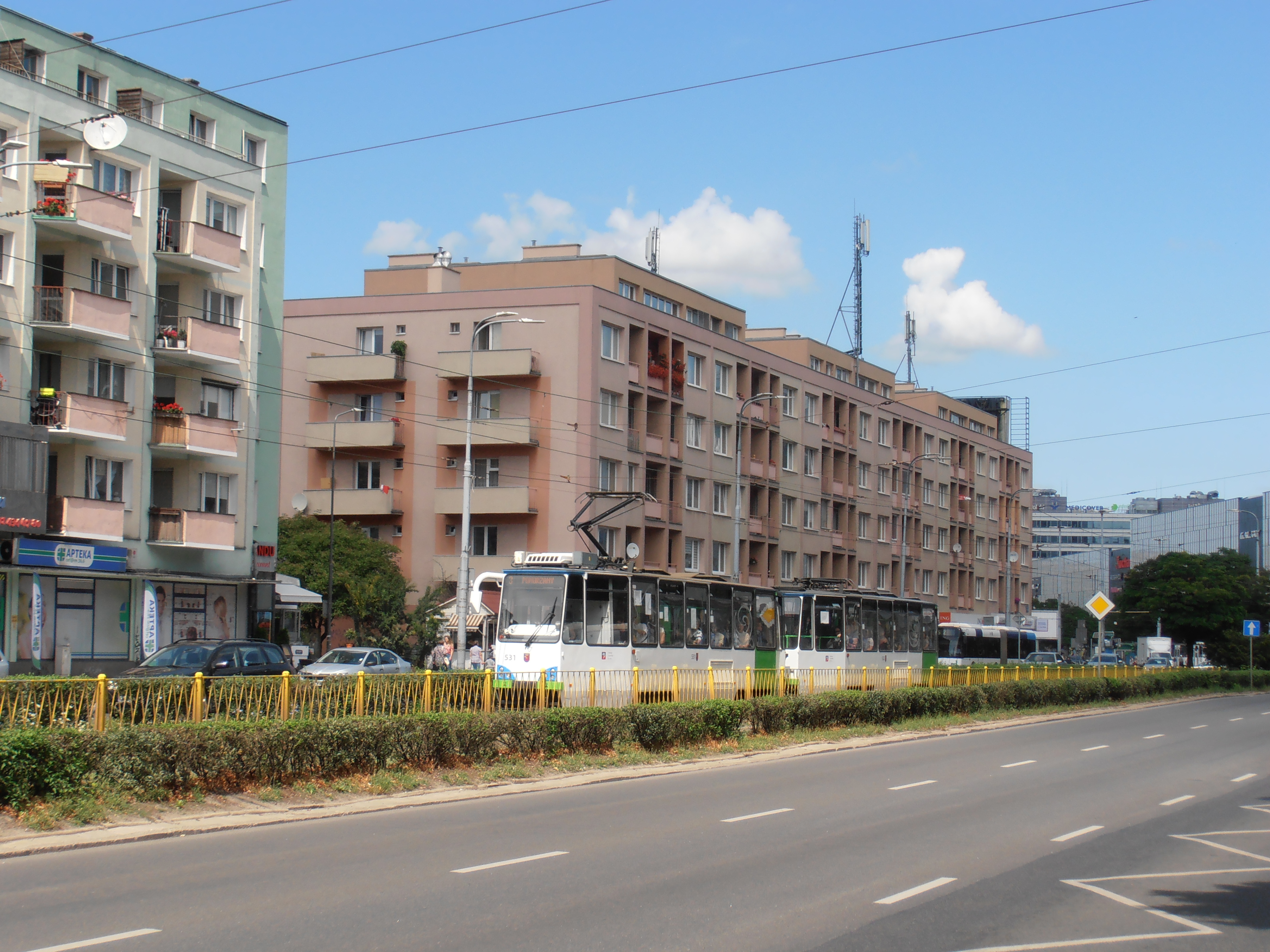
Budova C-3 v aleji Wyzwolenia